# 105. brigada HV
105. brigada HV najveća je bjelovarska postrojba Hrvatske vojske, koja je 1991. godine nastala u Bjelovaru. Njezin doprinos u Domovinskom ratu je ogroman. Sudjelovala je u mnogo vojnih operacija od 1991. pa sve do 1995.: Zapadno-slavonsko bojište 1991., Istočno-slavonsko bojište od listopada 1991. pa do lipnja 1992. (Gradište, Privlaka, Otok, Komletinci.).
Sudjelovala je i u Operaciji "Bljesak" i u Operaciji Oluja 1995. (dijelovi brigade); obrambena operacija "Zid" za vrijeme trajanja "Oluje".
Kroz 105. brigadu HV je od 1991. pa do 1995. godine prošlo više od 7,000 branitelja, a od toga je bilo više od 5,000 Bjelovarčana. Brigada je u bojnim djelovanjima od 1991. do 1995. godine imala 92 poginula pripadnika, i više od 350 ranjenih.
Za svoj doprinos u Domovinskom ratu odlikovana je visokim državnim vojnim odličjem "Red bana Jelačića".
Godine 1992. vodile su se teške bitke u Bosanskoj Posavini, jer su u tom dijelu bile najelitnije postrojbe JNA, kako bi očuvale prolaz prema Banjoj Luci. Dolazak 105. bjelovarske brigade u Slavonski Brod bila je velika pomoć braniteljima na tom području. Osamnaest pripadnika brigade u tim borbama izgubilo je život i u znak sjećanja na njih (na inicijativu Udruge udovica hrvatskih branitelja Domovinskog rata iz Bjelovara), 23. kolovoza 2006. godine, u Slavonskom Brodu otkriveno je spomen-obilježje na obali Save.